# Elops senegalensis
Elops senegalensis is een straalvinnige vissensoort uit de familie van tienponders (Elopidae). De wetenschappelijke naam van de soort is voor het eerst geldig gepubliceerd in 1909 door Regan.